# Gabriel Montgomery
Gabriel de Lorges, greve Montgomery, död 26 juni 1574, var en fransk greve och militär.
Montgomery var av skotsk härkomst. Som ung blev han officer i franska kungliga gardet och spelade där en ganska framträdande militär roll. Mest känd blev han som huvudpersonen i den olyckshändelse, som krävde Henrik II:s liv; vid en tornering 1559 med anledning av Filip II av Spaniens giftermål med en fransk prinsessa råkade han ge kungen ett dödlig sår. Fallen i onåd, drog han sig tillbaka till sina gods, blev hugenott och framträdde särskilt under första inbördeskriget 1562–1563 bland kalvinisternas ledare. 1574 dömdes han som upprorisk till döden och avrättades.